# Kukkalodesmus exiguus
Kukkalodesmus exiguus är en mångfotingart som beskrevs av Carl 1932. Kukkalodesmus exiguus ingår i släktet Kukkalodesmus och familjen Fuhrmannodesmidae. Inga underarter finns listade i Catalogue of Life.